# Андроник Дука Палеолог
Андроник Дука Палеолог (средњегрчки:Ἀνδρόνικος Δούκας Παλαιολόγος, око 1083—1085 — око 1115—1118) је био византијски аристократа с краја 11. и почетка 12. века – носио је титулу севаста и служио је као војвода Солуна почетком 12. века.
Андроник је био син севаста Георгија Палеолога и Ане Дука, која је била сестра царице Ирине Дука. Рођен је око 1083/118 и сматра се да је био други син пара, назван по његовом деди по мајци Андронику Дуки, као што је то био обичај у то време. Због престижног породичног имена мајке, Андроник је више волео да користи презиме Дука, са којим се помиње у свим документима.
Као и његов отац и браћа, Андроник Дука Палеолог је рано добио почасну титулу севаста, али се о његовом раном животу готово ништа не зна. Француски истраживач Пол Готје поистоветио је Андроника Дуку Палеолога са логотетом Андроником Дука, који је у време цара Алексија I Комнина поклонио атинском манастиру Ксенофонту део имања који се налазио у Каламарији. Готје сугерише да је Андроник био постављен на ово место уместо Михаила Керуларија, који је био нећак патријарха Михаила Керуларија и 1109. године још увек био логотет.
Сатирични дијалог "Тимарион", који датира још из XII века, садржи подужи одломак посвећен сајму у Солуну који се одржавао за празник светог Димитрија Великомученика, коме је присуствовао неименовани војвода града, за кога се наводи да је био најплеменитијег порекла: његов деда је био највећег имена, пореклом из Велике Фригије, који је био међу првима са својом породицом, а отац се прославио као војни заповедник, чиме је добио жену из царске породице Дука. Према истраживачима, који у тако описаним прецима солунског војводе препознају Нићифора Палеолога, севаста Георгија Палеолога и Ану Дука, највероватнији војвода Солунски описан у „Тимариону” је севаст Андроник Палеолог. Сумње по том питању развејава податак у акту атонског манастира Дохијар, у коме се наводи да је у јануару и фебруару 1112. године „солунски војвода и претор“ био „пансеваст севаст Андроник Дука“.
Андроник Дука Палеолог је умро од срчаног удара премлад и положен је у породичну гробницу Палеолога, где су касније положени његови родитељи. Година његове смрти је између 1115. и 1118. године, када се Константин Дука већ помиње као војвода Солуна. Осим тога, у писму Манојла Страворомана, написаном између 1109. и 1118. године и упућеном царици Ирини Дука поводом смрти њеног брата Михаила, помиње се и смрт њеног нећака, рођеног од њене сестре Ане, са којим је Готје такође идентификовао Андроника Палеолога. Андронику Палеологу је дворски песник Никола Каликле посветио епитаф и четири песме, у којима се помиње да је Андроник после смрти оставио своју жену удовицу. Димитрије Полемис је идентификовао Андроникову жену као ћерку Адријана Комнина и византијске принцезе Зоје Дука. Међутим, Каликле не помиње децу, због чега Жан-Пол Шајне и Жан-Франсоа Ваније претпостављају да Андроник Палеолог није оставио потомке, док Полемис сматра да је његов син био велики етериарх Георгије Палеолог Дука Комнин, за кога је касније откривено да је заправо Андроников братанац син његовог брата Алексија Палеолога.